# Ca7riel
Ca7riel, prononcé Catriel et stylisé CA7RIEL, de son vrai nom Catriel Guerreiro Fernández Peñaloza, né le 5 décembre 1993 à Buenos Aires, est un musicien, chanteur, guitariste et rappeur argentin. Il est membre du duo Ca7riel et Paco Amoroso et fondateur du groupe Barro.

## Biographie

### Jeunesse
Il est né dans la ville de Buenos Aires en 1993, dans une famille d'artisans. Son père est également guitariste et membre d'un groupe appelé El Tinto Mandamiento. Il vit une partie de son enfance à Coronel Pringles et l'autre partie dans le quartier de La Paternal, dans la ville de Buenos Aires. Il vit toujours dans son pays natal.

### Débuts
À l'école primaire, il rencontre Ulises Guerriero, avec qui il se lie d'amitié. Leurs noms de famille respectifs ne diffèrent que par la position du i avant ou après le e. Catriel étudie à la Escuela Superior de Educación Artística en Música Juan Pedro Esnaola, où il obtient un diplôme de professeur de musique. Catriel utilise souvent la guitare de son père pour jouer des chansons de groupes de metal tels que Pantera, Megadeth et Steve Vai. Il travaille comme musicien de session et dans quelques cover bands.
En 2010, il forme le groupe Astor y las Flores de Marte, avec Ulises Guerriero à la batterie, Alan Alonso au chant, aux guitares et aux samples, et Felipe Brandy au chant et à la basse. Leur style se situe entre le rock progressif, le funk et le reggae, avec une nette influence de Luis Alberto Spinetta et de Charly García.

### Succès
Alors qu'il joue avec Astor, Catriel commence à souffrir d'un réel besoin d'argent. Grâce à un ami d'enfance, il commence à rapper et participe même aux battles d'El Quinto Escalón, bien qu'il n'obtienne pas de bons résultats. Il installe un home studio, où il enregistre ses premières démos et crée son alter ego rap : Ca7riel, afin de commencer à gagner de l'argent. En 2015, il sort son premier album de hip-hop, Cve7e, s'éloignant du style rock développé avec Astor.
En mars 2018, il sort les EP Povre et Livre qui comprennent les titres No aterrizó, Vibra alta et Terrible Kiko. Les deux EP devaient former un album complet, mais Ca7riel décide finalement de les sortir séparément. Pour les spectacles, il commence à appeler Ulises, qui était surnommé Paco Amoroso. La même année, Ca7riel et Paco Amoroso décident de former un duo de trap. Leur première chanson est Piola, suivie de succès tels que Jala jala, Ouke, Ola Mina XD et Mi sombra. Ils se produisent en concert avec la ATR Banda. Il est le guitariste du rappeur Wos dans la plupart de ses concerts jusqu'en novembre 2019,. En novembre 2021, il sort son deuxième album studio en tant qu'artiste solo intitulé El Disko. Le successeur de Cve7e condense un son avec la puissance du metal, la subtilité de la soul et du jazz, la crasse du rythme urbain, l'electronica, entre autres influences musicales.
En mars 2022, son duo avec Paco Amoroso annonce son retour après deux ans, en sortant deux singles (Paga Dios et En el After) et en effectuant une tournée internationale en Amérique latine et en Europe (dont plusieurs pour la première fois) appelée Paga Dios World Tour. En septembre de la même année, ils sortent un nouveau single intitulé Para Afuera, qui, avec les deux précédents, est un avant-goût du premier album du duo, qui sortira dans les premiers mois de 2023. Parallèlement, El Disko est nommé en 2022 aux Latin Grammy Awards dans la catégorie de meilleur album de musique alternative et de la meilleure chanson alternative, pour la chanson Bad Bitch. L'année 2022 se termine par deux concerts au stade Obras Outdoor les 22 et 23 décembre, revenant à Buenos Aires après trois ans et couronnant la Paga Dios World Tour.
En octobre 2024, le duo participe à l'émission Tiny Desk de la chaîne NPR Music, au cours de laquelle ils interprètent cinq de leurs chansons avec un groupe complet de neuf musiciens. Cette vidéo qui cumule plus de 28 millions de vues en mars 2025, leur confère une grande visibilité, en particulier dans le monde « latino » et en Europe, où désormais toutes les dates de concert de leur tournée BAÑO Maria affichent complet, les poussant à opter pour de plus grandes salles dans plusieurs villes.

## Discographie

### Albums studio
- 2015 : CVE7E
- 2021 : El Disko

### EP
- 2018 : Povre
- 2018 : Livre

### Avec Ca7riel y Paco Amoroso
- 2024 : BAÑO Maria

### Avec Barro
- 2023 : Barro (EP)
- 2023 : Constimordor

## Distinctions
| Année | Prix                                       | Travail nommé                   | Résultat   | Réf.   |
| ----- | ------------------------------------------ | ------------------------------- | ---------- | ------ |
| 2020  | Meilleure collaboration urbaine/trap       | Moviedaze (avec Fernandez 4)    | Nomination | [ 13 ] |
| 2022  | Album de l'année                           | El disko                        | Nomination | [ 14 ] |
| 2022  | Ingénieur-son                              | El disko                        | Nomination | [ 14 ] |
| 2022  | Meilleur album-concept                     | El disko                        | Lauréat    | [ 14 ] |
| 2022  | Meilleur album de musique urbaine          | El disko                        | Nomination | [ 14 ] |
| 2022  | Meilleur design de pochette                | El disko                        | Nomination | [ 14 ] |
| 2023  | Meilleure collaboration de musique urbaine | Para afuera (avec Paco Amoroso) | Nomination | [ 15 ] |